# Ctenognathichthys
Ctenognathichthys è un genere di pesci ossei estinto, appartenente ai Louwoichthyiformes. Visse nel Triassico medio (Anisico/Ladinico, circa 244 – 240 milioni di anni fa) e i suoi resti fossili sono stati ritrovati in Europa.

## Descrizione
Questo pesce, di medie dimensioni, poteva raggiungere una lunghezza di 20 centimetri. Era caratterizzato principalmente dalla dentatura: nella parte anteriore delle fauci, infatti, erano presenti enormi denti lunghi e aguzzi, leggermente ricurvi, simili a zanne. Il corpo era piuttosto massiccio, mentre le pinne anale e dorsale erano spostate nella parte posteriore del corpo. Il preopercolo era anch'esso di forma caratteristica, simile a un falcetto e con una parte dorsale orientata verticalmente e una parte ventrale larga e ricurva anteriormente. 

## Classificazione
Descritta per la prima volta nel 1992 da Burgin, la specie tipo Ctenognathichthys bellottii è nota per alcuni fossili ritrovati in Svizzera e in Italia, nei famosi giacimenti di Besano e di Monte San Giorgio. Altri fossili attribuiti a questa specie sono stati ritrovati a Perledo. La storia tassonomica di questo animale è però particolarmente complessa, dal momento che la prima illustrazione di un esemplare di questa specie fu ad opera di de Alessandri nel 1910, che la attribuì al genere Heterolepidotus con il nome di H. bellottii. 

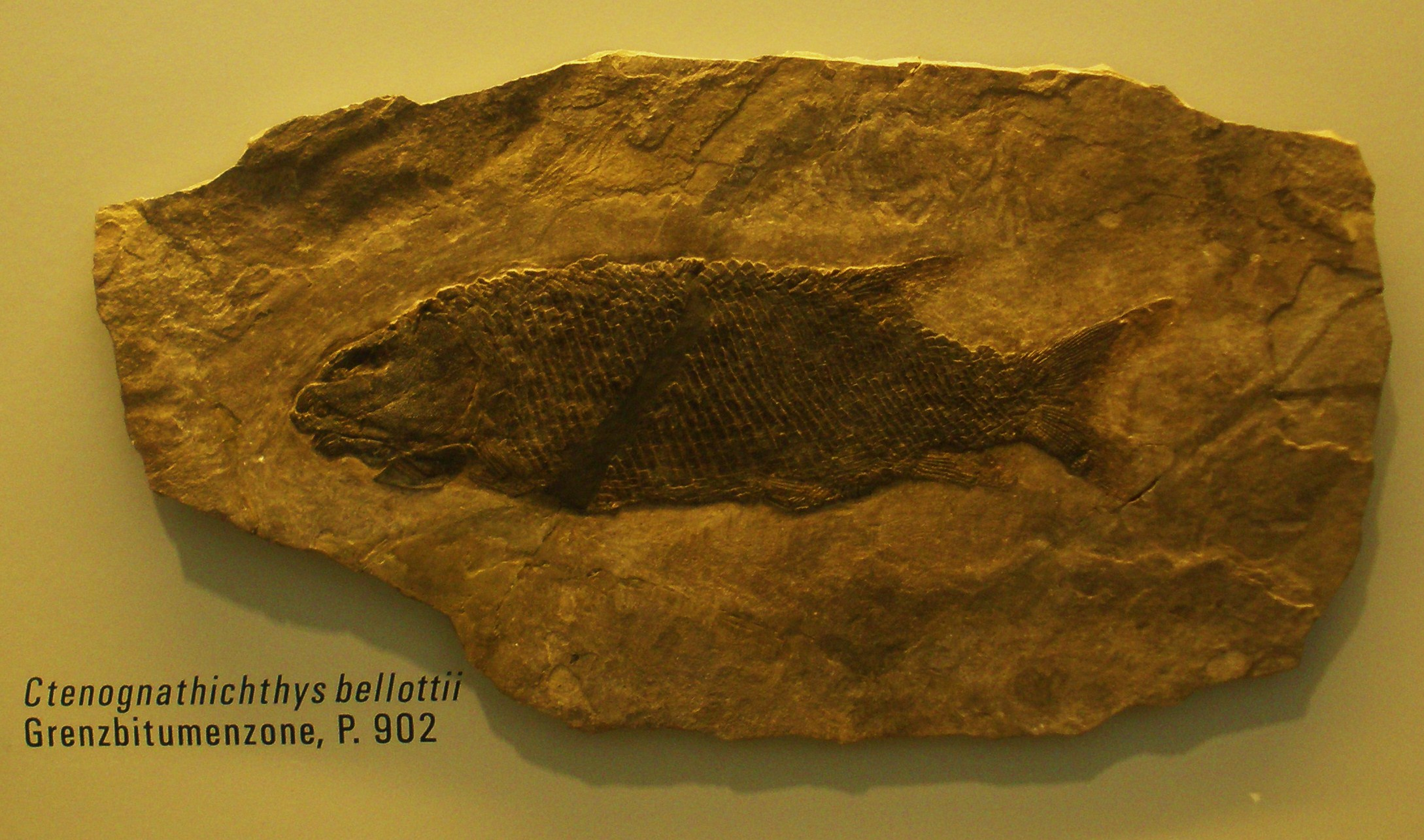
Fossile di Ctenognathichthys bellottii

In ogni caso, Ctenognathichthys non è assimilabile a Heterolepidotus, ed è stato in seguito ascritto ai perleidiformi, un gruppo eterogeneo di pesci ossei arcaici con caratteristiche intermedie tra quelle degli antichi paleonisciformi e dei più derivati olostei. Un'altra specie attribuita al genere Ctenognathichthys è C. hattichi, proveniente dalla formazione Prosanto in Svizzera. È possibile tuttavia che quest'ultima forma sia attribuibile al genere Luopingichthys. Uno studio del 2020 ha permesso di chiarire che sia Ctenognathichthys che Luopingichthys, in realtà, apparterrebbero all'ordine Louwoichthyiformes, distinti dai perleidiformi veri e propri per alcune caratteristiche del cranio. 

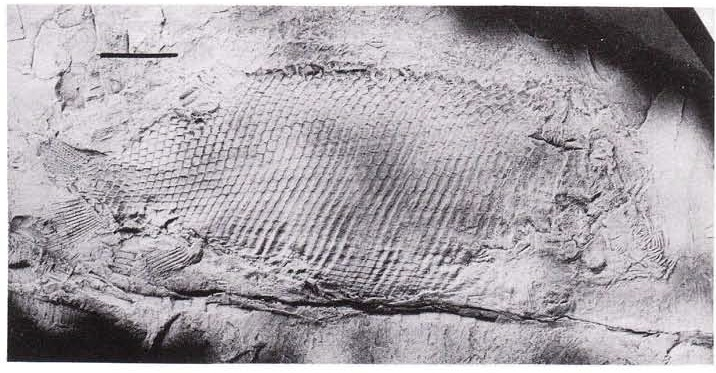
Olotipo di Ctenognathichthys bellottii

## Paleobiologia
Ctenognathichthys doveva essere un pesce dall'etologia molto particolare: la dentatura costituita da elementi enormi, ricurvi e allungati doveva servire a rimuovere prede saldamente ancorate al substrato, forse alghe calcaree o ricci di mare.